# Rytigynia senegalensis
Rytigynia senegalensis är en måreväxtart som beskrevs av Carl Ludwig von Blume. Rytigynia senegalensis ingår i släktet Rytigynia och familjen måreväxter. Inga underarter finns listade i Catalogue of Life.